# Jezus Barabasz
Jezus Barabasz – minipowieść napisana w roku 1928 przez Hjalmara Söderberga. W Polsce książka ta została wydana w roku 2005 w tłumaczeniu Pawła Pollaka. Powieść składa się z trzynastu rozdziałów. Autor przedstawia w niej wspomnienia żyjącego w Kopenhadze początku XX wieku porucznika Jägerstama. Porucznik wierzy w reinkarnację, a jego opisy dotyczą czasów, w których żył Jezus. Powieść opisuje hipotetyczny przebieg uwolnienia Barabasza przez Piłata.
Książka przedstawia plastyczną wizję czasów przełomu pierwszego wieku przed naszą erą i pierwszego wieku naszej ery widzianą oczami młodego człowieka pochodzącego z rodziny faryzejskiej. Autor książki przedstawia nie tylko sytuację w samej Ziemi Świętej, ale też ukazuje społeczność żydowską w Aleksandrii, gdzie tradycja narodu wybranego mieszała się z kulturą  grecką i gdzie powstało pierwsze tłumaczenie Biblii na obcy język – Septuaginta. Główny bohater wspomnień porucznika Jägerstama – jego poprzednie wcielenie, Ruben bar-Jona – mający zarówno korzenie religijne jak i spojrzenie wykształconego człowieka, patrzy na spory między Jezusem i faryzeuszami oraz Piłatem z pewnego dystansu. W decydującym momencie jest świadkiem tego, iż Jezus nie zostaje skazany na śmierć, a uwolniony przez Piłata. Natomiast przekazana w ewangeliach informacja, że został uwolniony Barabasz, a nie Jezus, wynika z tego, że nieobecni przy wydarzeniu uczniowie Jezusa źle zinterpretowali usłyszane okrzyki ludu Uwolnij Jezusa Barabasza! Uwolnij Jezusa syna ojca! oraz odpowiedź Piłata: Jezus Barabasz jest wolny!, uważając że dotyczyły one dwóch różnych osób: Barabasza i Jezusa, podczas gdy w rzeczywistości sądowi poddawana była jedna. Dodatkowo historia ta jest uwiarygadniana przez wywody językoznawcze prowadzone przez kopenhaskich towarzyszy życia Jägerstama.
Pisarz także sugeruje, że wiele elementów istniejących na przełomie tysiącleci religii pogańskich zostało wchłonięte przez chrześcijaństwo, np.: kult zmartwychwstającego Attysa-Adonisa, spożywanie ciała i krwi boga pod postacią chleba i wina w kulcie Mitry czy dzieciątko i wiara w zmartwychwstanie w kulcie bogini Izydy.